# Benoitinus elegans
Benoitinus elegans – gatunek kosarza z podrzędu Laniatores i rodziny Samoidae. Jedyny znany przedstawiciel monotypowego rodzaju Benoitinus.

## Występowanie
Gatunek jest endemiczny dla Seszeli.